# Ottawa Hills (Ohio)
Ottawa Hills es una villa ubicada en el condado de Lucas, en el estado estadounidense de Ohio. En el Censo de 2010 tenía una población de 4517 habitantes y una densidad de 936,64 personas por km².

## Geografía
Ottawa Hills se encuentra ubicada en las coordenadas 41°40′12″N 83°38′29″O / 41.67000, -83.64139. Según la Oficina del Censo de los Estados Unidos, Ottawa Hills tiene una superficie total de 4.82 km², de la cual 4.78 km² corresponden a tierra firme y (0.86%) 0.04 km² es agua.

## Demografía
Según el censo de 2010, había 4517 personas residiendo en Ottawa Hills. La densidad de población era de 936,64 hab./km². De los 4517 habitantes, Ottawa Hills estaba compuesto por el 87.76% blancos, el 3.72% eran afroamericanos, el 0.24% eran amerindios, el 5.96% eran asiáticos, el 0.55% eran de otras razas y el 1.77% pertenecían a dos o más razas. Del total de la población el 2.04% eran hispanos o latinos de cualquier raza.